# Liboke lya Bangala
Pour les articles homonymes, voir Liboke (homonymie) et Bangala (homonymie).
Liboke lya Bangala, le parti des Bangala en lingala, est un parti politique ethnique ou régional de la république démocratique du Congo défendant les intérêts des Bangalas.
Le parti joua un rôle mineur durant la Crise congolaise de 1960 à 1961.